# Malackasvala
Malackasvala (Cecropis badia) är en fågel i familjen svalor inom ordningen tättingar.

## Utseende och levnadssätt
Malackasvalan är en färgglad svala, med mörk blåglans på ovansidan och rostorange på undersidan, övergumpen och i ansiktet. Den liknar övervintrande barnsvalor av underarten ’’tytleri’’ men saknar dennas mörkblå halskrage och vita stjärtfläckar. Liksom många svalor kan den ses flyga över en rad olika miljöer, från öppna fält till sluten skog. Denna art hittas dock vanligast i bergstrakter.

## Utbredning och systematik
Fågeln återfinns på Malackahalvön. Den behandlas som monotypisk, det vill säga att den inte delas in i några underarter. Vissa behandlar den som underart till tempelsvalan (Cecropis striolata).

### Släktestillhörighet
Malackasvala placerades tidigare tillsammans med exempelvis ladusvalan i släktet Hirundo, men genetiska studier visar att den tillhör en grupp som står närmare hussvalorna i Delichon. De har därför lyfts ut till ett eget släkte, Cecropis.

## Status
IUCN erkänner ej malackasvala som egen art, varvid den inte placeras i någon hotkategori.